# St-Louis (Castets-en-Dorthe)

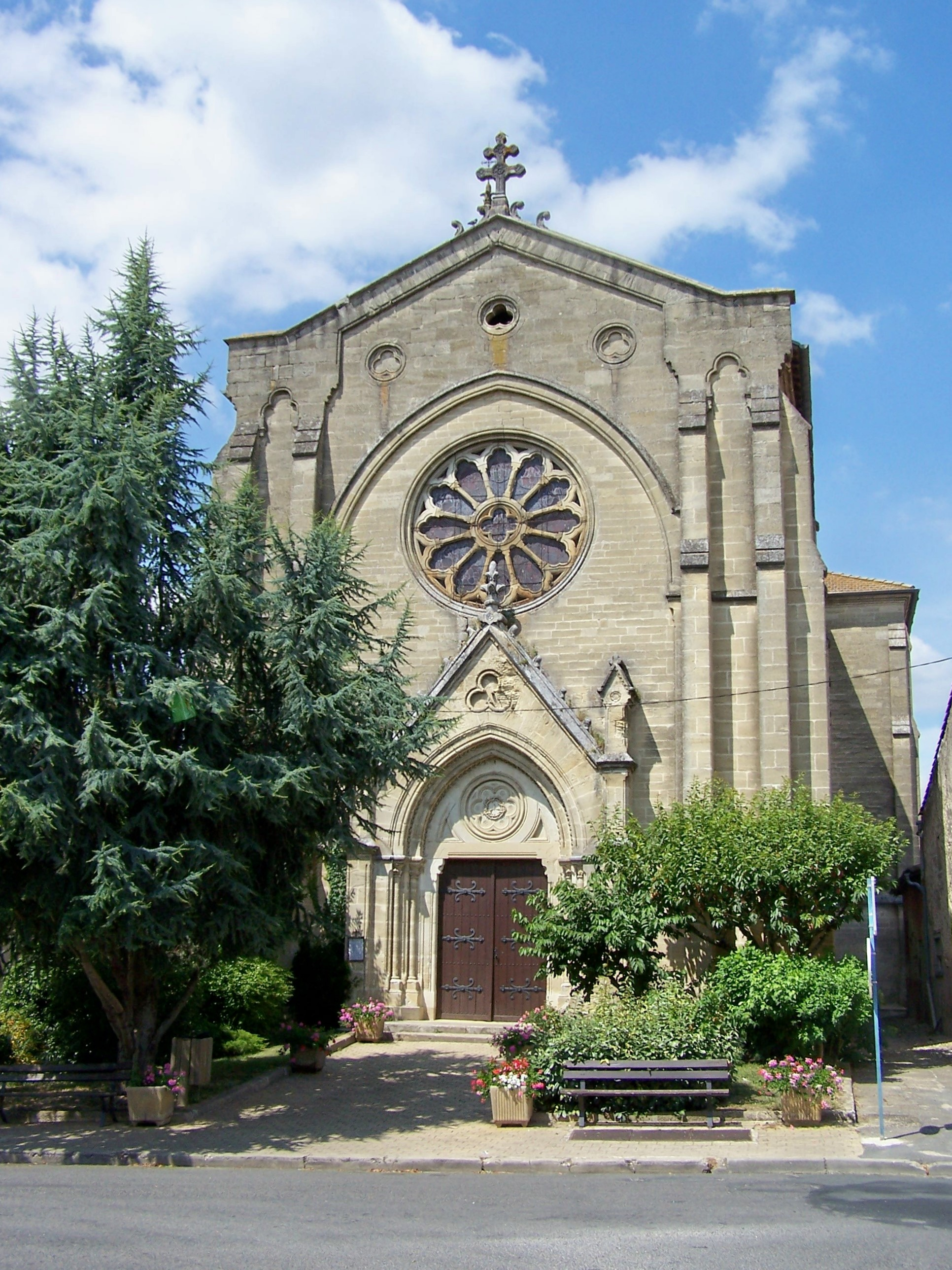
Kirche St-Louis in Castets-en-Dorthe

Die katholische Kirche St-Louis in Castets-en-Dorthe, einem Ortsteil der französischen Gemeinde Castets et Castillon im Département Gironde in der Region Nouvelle-Aquitaine, wurde in den 1860er Jahren errichtet.
Die dem heiligen Ludwig geweihte Kirche wurde im Stil der Neugotik erbaut.

## Ausstattung
Von der Kirchenausstattung ist der Altar aus der Erbauungszeit der Kirche erwähnenswert. Er wurde aus weißem Marmor im Stil der Neugotik ausgeführt. 